# Maxates dysides
Maxates dysides är en fjärilsart som beskrevs av Louis Beethoven Prout 1922. Maxates dysides ingår i släktet Maxates och familjen mätare. Inga underarter finns listade i Catalogue of Life.